# Dissanayake Samanmali
Dissanayake Samanmali (* 14. Oktober 1984) ist eine ehemalige sri-lankische Leichtathletin, die sich auf den Mittelstreckenlauf spezialisiert hat.

## Sportliche Laufbahn
Erste Erfahrungen bei internationalen Meisterschaften sammelte Dissanayake Samanmali vermutlich im Jahr 2006, als sie bei den Südasienspielen in Colombo in 4:30,61 min die Bronzemedaille im 1500-Meter-Lauf hinter den Inderinnen Santhi Soundarajan und Sinimole Paulose gewann. Im Jahr darauf gelangte sie bei den Militärweltspielen in Hyderabad mit 4:24,90 min Rang zehn und 2009 belegte sie bei den Asienmeisterschaften in Guangzhou in 4:41,05 min den achten Platz. 2011 schied sie bei den Militärweltspielen in Rio de Janeiro mit 2:09,82 min in der Vorrunde im 800-Meter-Lauf aus und über 1500 Meter erreichte sie mit 4:25,57 min den achten Platz. Im August 2014 bestritt sie ihren letzten offiziellen Wettkampf und beendete daraufhin ihre aktive sportliche Karriere im Alter von 29 Jahren.
In den Jahren 2007, 2009 und 2012 wurde Samanmali sri-lankische Meisterin im 1500-Meter-Lauf.

## Persönliche Bestleistungen
- 800 Meter: 2:06,24 min, 10. November 2012 in Colombo
- 1500 Meter: 4:21,97 min, 11. November 2012 in Colombo